# Angraecum imerinense
Angraecum imerinense är en orkidéart som beskrevs av Rudolf Schlechter. Angraecum imerinense ingår i släktet Angraecum och familjen orkidéer. Inga underarter finns listade i Catalogue of Life.